# 笔刀
笔刀（Graphical and model-making scalpel），又稱筆形美工刀、雕刻美工刀或美工雕刻刀，一種切割工具，形狀似筆，但前端有刀片，一般用於美術上的雕切，常見品牌有X-Acto。
筆刀在中國古代為一種武器。在宋朝的《武经总要》裡把笔刀列为“刀八色”之一，刀尖锐利，刀背斜阔，柄下有鐏。

## 安全性
在刀類裡它是最無危險性的，不會造成死亡殘廢等。而且，就算被割，只會造成輕微皮肉傷和出血。